# Lijst van nummer 1-albums in de Album Top 100 in 1998
Onderstaande albums stonden in 1998 op nummer 1 in de Album Top 100, de voorloper van de huidige Media Markt Album Top 40. De lijst werd samengesteld door de Stichting Nederlandse Top 40.
| Nummer | Datum        | Artiest                       | Titel                         |
| ------ | ------------ | ----------------------------- | ----------------------------- |
|        | 3 januari    | geen Album Top 100 verschenen | geen Album Top 100 verschenen |
| 301    | 10 januari   | Céline Dion                   | Let's talk about love         |
|        | 17 januari   | Céline Dion                   | Let's talk about love         |
| 302    | 24 januari   | René Froger                   | Home again                    |
|        | 31 januari   | René Froger                   | Home again                    |
| 301    | 7 februari   | Céline Dion                   | Let's talk about love         |
|        | 14 februari  | Céline Dion                   | Let's talk about love         |
| 303    | 21 februari  | Natalie Imbruglia             | Left of the middle            |
| 304    | 28 februari  | Eros Ramazzotti               | Eros                          |
| 305    | 7 maart      | Soundtrack / James Horner     | Titanic                       |
| 306    | 14 maart     | De Kast                       | Noorderzon                    |
|        | 21 maart     | De Kast                       | Noorderzon                    |
| 307    | 28 maart     | Madonna                       | Ray of light                  |
| 305    | 4 april      | Soundtrack / James Horner     | Titanic                       |
|        | 11 april     | Soundtrack / James Horner     | Titanic                       |
| 308    | 18 april     | Frans Bauer                   | Wat ik je zeggen wil          |
|        | 25 april     | Frans Bauer                   | Wat ik je zeggen wil          |
| 309    | 2 mei        | Solid HarmoniE                | Solid HarmoniE                |
| 307    | 9 mei        | Madonna                       | Ray of light                  |
| 301    | 16 mei       | Céline Dion                   | Let's talk about love         |
|        | 23 mei       | Céline Dion                   | Let's talk about love         |
|        | 30 mei       | Céline Dion                   | Let's talk about love         |
| 307    | 6 juni       | Madonna                       | Ray of light                  |
| 310    | 13 juni      | Total Touch                   | This way                      |
|        | 20 juni      | Total Touch                   | This way                      |
|        | 27 juni      | Total Touch                   | This way                      |
|        | 4 juli       | Total Touch                   | This way                      |
|        | 11 juli      | Total Touch                   | This way                      |
| 311    | 18 juli      | Acda en De Munnik             | Acda en De Munnik             |
|        | 25 juli      | Acda en De Munnik             | Acda en De Munnik             |
|        | 1 augustus   | Acda en De Munnik             | Acda en De Munnik             |
|        | 8 augustus   | Acda en De Munnik             | Acda en De Munnik             |
|        | 15 augustus  | Acda en De Munnik             | Acda en De Munnik             |
| 312    | 22 augustus  | Marco Borsato                 | De bestemming                 |
|        | 29 augustus  | Marco Borsato                 | De bestemming                 |
|        | 5 september  | Marco Borsato                 | De bestemming                 |
|        | 12 september | Marco Borsato                 | De bestemming                 |
| 313    | 19 september | Acda en De Munnik             | Naar huis                     |
|        | 26 september | Acda en De Munnik             | Naar huis                     |
|        | 3 oktober    | Acda en De Munnik             | Naar huis                     |
|        | 10 oktober   | Acda en De Munnik             | Naar huis                     |
|        | 17 oktober   | Acda en De Munnik             | Naar huis                     |
|        | 24 oktober   | Acda en De Munnik             | Naar huis                     |
| 314    | 31 oktober   | Phil Collins                  | ...Hits                       |
| 315    | 7 november   | Boyzone                       | Where we belong               |
| 316    | 14 november  | U2                            | The best of 1980 - 1990       |
|        | 21 november  | U2                            | The best of 1980 - 1990       |
|        | 28 november  | U2                            | The best of 1980 - 1990       |
|        | 5 december   | U2                            | The best of 1980 - 1990       |
|        | 12 december  | U2                            | The best of 1980 - 1990       |
|        | 19 december  | U2                            | The best of 1980 - 1990       |
|        | 26 december  | U2                            | The best of 1980 - 1990       |

Lijsten van nummer 1-albums in de Nederlandse Album Top 100

1969 ·
1970 ·
1971 ·
1972 ·
1973 ·
1974 ·
1975 ·
1976 ·
1977 ·
1978 ·
1979 ·
1980 ·
1981 ·
1982 ·
1983 ·
1984 ·
1985 ·
1986 ·
1987 ·
1988 ·
1989 ·
1990 ·
1991 ·
1992 ·
1993 ·
1994 ·
1995 ·
1996 ·
1997 ·
1998 ·
1999 ·
2000 ·
2001 ·
2002 ·
2003 ·
2004 ·
2005 ·
2006 ·
2007 ·
2008 ·
2009 ·
2010 ·
2011 ·
2012 ·
2013 ·
2014 ·
2015 ·
2016 ·
2017 ·
2018 ·
2019 ·
2020 ·
2021 ·
2022 ·
2023 ·
2024 ·
2025

Lijsten van nummer 1-albums van de Stichting Nederlandse Top 40

1969 ·
1970 ·
1971 ·
1972 ·
1973 ·
1974 ·
1975 ·
1976 ·
1977 ·
1978 ·
1979 ·
1980 ·
1981 ·
1982 ·
1983 ·
1984 ·
1985 ·
1986 ·
1987 ·
1988 ·
1989 ·
1990 ·
1991 ·
1992 ·
1993 ·
1994 ·
1995 ·
1996 ·
1997 ·
1998 ·
1999 ·
2011 ·
2012 ·
2013 ·
2014 ·
2015
- Nederland
- Nederland (Album Top 100)
- Vlaanderen